# Halowe Mistrzostwa Europy w Lekkoatletyce 1972 – pchnięcie kulą mężczyzn
Pchnięcie kulą mężczyzn – jedna z konkurencji technicznych rozgrywanych podczas halowych lekkoatletycznych mistrzostw Europy w hali Palais des Sports w Grenoble. Rozegrano od razu finał 12 marca 1972. Zwyciężył reprezentant Niemieckiej Republiki Demokratycznej Hartmut Briesenick, który tym samym obronił tytuł zdobyty na poprzednich mistrzostwach. Pchnięciem na odległość 20,67 m ustanowił nieoficjalny halowy rekord Europy.

## Rezultaty
Rozegrano od razu finał, w którym wzięło udział 10 miotaczy.

Opracowano na podstawie materiału źródłowego.
| Poz. | Zawodnik                 | Reprezentacja  | Próby | Próby | Próby | Próby | Próby | Próby | Wynik | Uwagi |
| Poz. | Zawodnik                 | Reprezentacja  | 1     | 2     | 3     | 4     | 5     | 6     | Wynik | Uwagi |
| ---- | ------------------------ | -------------- | ----- | ----- | ----- | ----- | ----- | ----- | ----- | ----- |
| 01 ! | Hartmut Briesenick       | NRD            | 20,50 | x     | 20,41 | x     | 20,59 | 20,67 | 20,67 | AR    |
| 02 ! | Władysław Komar          | Polska         | 19,83 | x     | 20,32 | 19,62 | 19,91 | 19,89 | 20,32 |       |
| 03 ! | Jaroslav Brabec          | Czechosłowacja | 17,87 | 18,82 | 19,71 | x     | 19,94 | 19,78 | 19,94 |       |
| 4.   | Heinz-Joachim Rothenburg | NRD            | 19,66 | x     | 19,28 | 19,29 | 19,70 | 19,90 | 19,90 |       |
| 5.   | Yves Brouzet             | Francja        | x     | 19,16 | 19,78 | 19,80 | x     | 19,26 | 19,80 |       |
| 6.   | Miroslav Janoušek        | Czechosłowacja | 18,67 | 19,34 | 19,08 | x     | x     | x     | 19,34 |       |
| 7.   | Seppo Simola             | Finlandia      | 18,05 | 18,52 | 18,37 | 18,76 | 18,97 | 18,78 | 18,97 |       |
| 8.   | Geoff Capes              | brak flagi     | x     | 18,54 | x     | 18,63 | 18,67 | x     | 18,67 |       |
| 9.   | Ivan Ivančić             | Jugosławia     | 17,61 | x     | 18,08 |       |       |       | 18,08 |       |
| 10.  | Arnjolt Beer             | Francja        | 17,89 | 17,74 | 17,89 |       |       |       | 17,89 |       |